# Bảo tàng Vùng đất Kuyavian và Dobrzyń ở Włocławek
Bảo tàng Vùng đất Kuyavian và Dobrzyń ở Włocławek (tiếng Ba Lan: Muzeum Ziemi Kujawskiej i Dobrzyńskiej we Włocławku) là một bảo tàng tọa lạc tại số 1a phố Słowacki, Włocławek, Ba Lan. Bảo tàng này là một trong những bảo tàng lâu đời nhất ở Ba Lan. Bảo tàng bố trí triển lãm bên trong một tòa nhà được xây dựng vào năm 1930. Hoạt động của bảo tàng tập trung vào việc giới thiệu các di sản văn hóa, lịch sử và nghệ thuật của các khu vực Kujawy và Dobrzyń.

## Lịch sử
Bảo tàng được thành lập vào ngày 2 tháng 6 năm 1908 với tên gọi là Bảo tàng Kujawy. Lễ khai trương bảo tàng được tổ chức vào vào ngày 14 tháng 3 năm tiếp theo. Trong những năm đầu hoạt động, trụ sở của bảo tàng là tòa nhà trên phố Kaliska. Các bộ sưu tập cơ sở của bảo tàng đến từ các bộ sưu tập của Bảo tàng Trường học Tổ quốc Ba Lan và Thư viện và Phòng đọc Adam Mickiewicz ở Włocławek. Bảo tàng chuyển đến trụ sở hiện tại vào năm 1930.
Sau khi Đức Quốc xã chiếm đóng Ba Lan, bảo tàng bị đóng cửa, và phần lớn các bộ sưu tập của bảo tàng bị thất lạc trong chiến tranh. Bảo tàng Vùng Kujawy tái hoạt động vào năm 1945. Bảo tàng lấy tên hiện tại từ năm 1975. Vào năm 2009, bảo tàng được trao tặng Huy chương Vàng Huy chương công trạng về văn hóa - Gloria Artis.